# Història de les funcions trigonomètriques

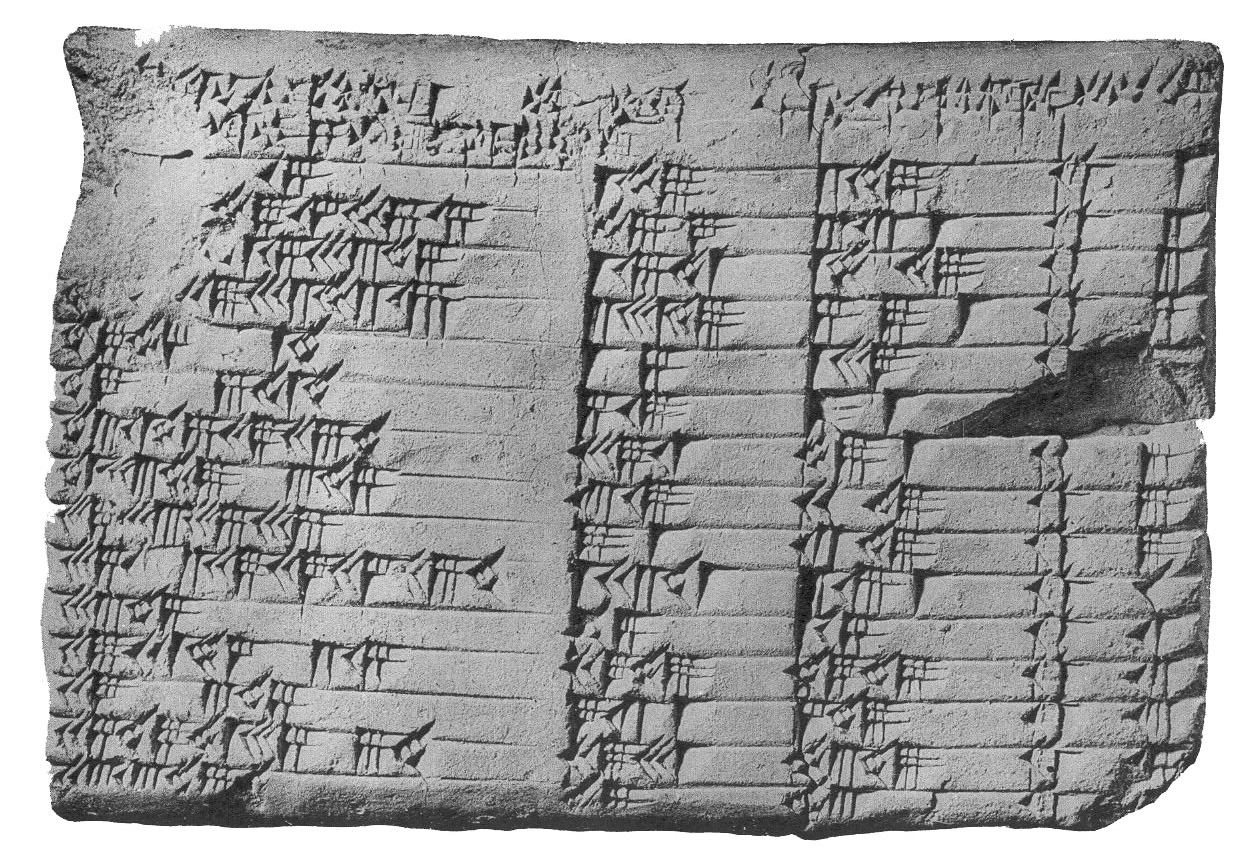
Tauleta Plimpton 322

La història de les funcions trigonomètriques sembla que va començar fa aproximadament 4 000 anys. Se sap amb certesa que els babilonis calculaven aproximacions de mesures d'angles o de longituds de costats de triangles rectangles. S'han trobat diverses taules de nombres gravats sobre argila assecada que en donen testimoni. Una tauleta babilònia escrita en cuneïforme, anomenada Plimpton 322 (aproximadament 1900 AC) mostra quinze ternes pitagòriques i una columna de nombres, que es pot interpretar com una taula de secants. Hi ha tanmateix nombrosos debats per saber si es tracta en efecte d'una taula trigonomètrica.

## Primeres utilitzacions de les funcions trigonomètriques
La utilització més antiga del sinus apareix en el  Sulba Sutras  escrit en sànscrit entre el segle viii aC i el segle vi aC, en què el valor del sinus de π/4 (45°) està calculat correctament com a 1/√2 amb un procediment per encerclar un quadrat (el contrari a quadrar un cercle), encara que els indis no haguessin desenvolupat encara la noció de sinus en un sentit general.
Les funcions trigonomètriques van ser estudiades més tard per Hyparc de Nicea (180 AC-125 AC), que va inscriure en taules les longituds dels arcs del cercle (angle {\displaystyle A} multiplicat pel radi {\displaystyle r}) així com les longituds de les cordes corresponents ({\displaystyle 2r\sin(A/2)})).
Més tard, Ptolemeu a Egipte al segle ii va prosseguir aquest treball al seu Almagest, desenvolupant les fórmules d'addició i de subtracció equivalents a les actuals pel {\displaystyle \sin(A+B)} i {\displaystyle \cos(A+B)} però per la funció corda. Ptolemeu va establir per la funció corda una fórmula equivalent a la fórmula de l'angle meitat {\displaystyle \sin ^{2}(A/2)=(1-\cos A)/2} i va crear una taula dels seus resultats. Cap de les taules d'Hyparc ni de Ptolemeu no van sobreviure fins avui, però les descripcions fetes per altres autors antics no deixen gaire dubte referent a la seva existència.

### A l'Índia
Els següents desenvolupaments significatius de la trigonometria van ser realitzats a l'Índia. L'astrònom i matemàtic indi Aryabhata (476 – 550), a la seva obra Aryabhata-Siddhanta, defineix per primera vegada el sinus (modern) a partir de la relació entre la meitat d'un angle i la meitat d'una corda, tot definint igualment el cosinus, el versinus (o sageta), i el coversinus. Els seus treballs contenen també les taules més antigues que existeixin actualment dels valors del sinus i del coversinus (1 − cosinus), de tots els angles compresos entre 0° i 90° a intervals de 3,75°, amb una precisió de 4 decimals. Utilitzava les paraules jya per al sinus, kojya per al cosinus, ukramajya per al coversinus, i otkram jya per al versinus. Les paraules jya i kojya s'haurien pogut transformar llavors en sinus i cosinus respectivament degut a un error de traducció.
El nostre sinus modern deriva del mot llatí sinus que significa «compartiment» o « plec » i ve d'una traducció errònia (per l'intermediari de l'àrab), de la paraula en Sànscrt jiva, també escrita jya. Aryabhata utilitzava la paraula ardha-jiva (mitja -corda), que va ser abreviada en jiva, després transcrit amb caràcters diferents pels àrabs en jiba (جب). Traductors europeus com Robert de Chester i Gerard de Cremona a Toledo al segle xii van confondre jiba amb jaib (جب), que designa un «compartiment», probablement perquè jiba (جب) i jaib (جب) s'escriuen igual al manuscrit àrab (aquest sistema d'escriptura, en una de les seves formes, no donava al lector tota la informació sobre les vocals).
Altres matemàtics indis van prosseguir els treballs d'Aryabhata en trigonometria. Varahamihira estableix les fórmules sin²x + cos²x = 1, sin x = cos(π/2 − x), i (1 − cos(2x))/2 = sin²x.. Bhaskara I va donar una fórmula per calcular el sinus d'un angle agut sense fer servir taula. Brahmagupta va trobar la fórmula 1 − sin²x = cos²x = sin²(π/2 − x), i la fórmula dita d'interpolació de Brahmagupta que permet calcular els valors del sinus, i que es pot interpretar com un cas particular de la fórmula d'interpolació de Newton-Stirling de segon ordre.

### Món àrab i musulmà
Els treballs indis van ser traduïts més tard i van ser millorats pels matemàtics musulmans. El matemàtic persa Muhammad ibn Ms al-Khuwrizm confeccionar taules de sinus i de tangents, i va aportar també la seva contribució a la trigonometria esfèrica. Cap al segle x, segons l'obra d'Abu l-Wafa, sembla que els matemàtics musulmans utilitzaven cadascuna de les sis funcions trigonomètriques, i disposaven de taules amb intervals de 0,25°, amb 8 decimals exactes, així com les taules de valors de la funció tangent. Abu l-Wafa va també va obtenir la fórmula trigonomètrica sin 2x = 2 sin x cos x. El matemàtic persa Omar Khayyam va resoldre les equacions cúbiques fent servir solucions numèriques aproximades obtingudes per interpolació en taules trigonomètriques.
Tots aquests treballs havien considerat la trigonometria fonamentalment com un complement de l'astronomia; és possible que el matemàtic indi Bhaskara II i el matemàtic persa Nassir-ad-Din at-Tussí fossin els primers a considerar la trigonometria com un subjecte d'estudi independent. Van enunciar també el teorema del sinus i van enumerar els sis tipus de triangles rectangles en trigonometria esfèrica. Regiomontanus va ser potser el primer matemàtic d'Europa que va considerar la trigonometria com una disciplina matemàtica independent, a la seva obra De triangulis omnimodus escrita el 1464, i també en l'obra que va escriure a continuació Tabulae directionum on va utilitzar la funció tangent, sense designar-la.
Al segle xiii, el matemàtic persa Nassir-ad-Din at-Tussí va enunciar el teorema del sinus i en va aportar una prova. En el treball del matemàtic persa Ghiyath al-Kashi (segle xiv), es troben taules trigonomètriques que donen valors de la funció sinus amb quatre xifres després de la coma en el sistema sexagesimal (el que correspon a 8 decimals exactes en el sistema de numeració decimal) a partir d'1 grau a interval d'1/60°. El matemàtic Timurid Ulugh Beg (segle xiv) va presentar taules del sinus i de la tangent correctes fins a 8 decimals després de la coma.

### Matemàtics catalans
La primera taula trigonomètrica en llatí la va escriure el matemàtic català Savasorda (1070, Barcelona- 1136, Provença).
Aquesta taula es distingeix per quatre particularitats:
1. No empra el sinus sinó la corda. Això resulta molt significatiu perquè els àrabs empraven el sinus mentre que la corda és la funció trigonomètrica emprada en les obres clàssiques gregues. Segons J.Millàs i Vallicrosa d'aquí es desprèn que els procediments dels àrabs no influïren sobre el matemàtic català tant com els clàssics.
2. Es tracta d'una taula trigonomètrica inversa. La base de la taula és la corda i el resultat és l'angle. Savasorda intenta evitar al màxim la mesura d'angles perquè els instruments de mesura d'angles donaven un error superior als de mesura de longituds.
3. La circumferència goniomètrica que fa servir té un diàmetre de 28 unitats i els angles els mesura dividint la circumferència en 88 parts (en comptes de les 360 habituals). Això fa que la unitat d'angle sigui molt aproximadament el radian. Si es fa servir l'aproximació de pi=3+1/7 (que és l'aproximació que feia servir Savasorda per als càlculs on no necessitava gaire precisió) 28*(3+1/7)=88. Per tant, per a cordes petites, la corda és aproximadament igual a l'angle.
4. L'error a tota la taula és de l'ordre de 4 segons de grau sexagesimal i això no és del tot degut a un error de Savasorda en fer el càlcul sinó a l'arrodoniment de l'última xifra decimal. Aquest arrodoniment introdueix un error de ±0,5 segons de part (graus de divisions en 88 parts) que són ±2 segons sexagesimals (graus de divisions en 360 parts).

### Desenvolupaments posteriors
Madhava de Sangamagrama (cap al 1400) al sud de l'Índia aconsegueix avenços en l'anàlisi a l'estudiar les funcions trigonomètriques i els seus desenvolupaments en sèries infinites. Va desenvolupar els conceptes de sèrie entera i de sèrie de Taylor, i va obtenir els desenvolupaments en sèrie del sinus, cosinus, tangent i arc tangent. Utilitzant les aproximacions en sèrie de Taylor del sinus i del cosinus, va calcular una taula de sinus amb dotze decimals exactes i una taula de cosinus amb nou decimals exactes. Va obtenir desenvolupaments en sèrie de π, π/4, del radi, del diàmetre, de la circumferència i de l'angle en termes de funcions trigonomètriques. Els seus treballs van ser continuats pels seus deixebles a l'escola de Kerala fins al segle xvi.
El tractat Opus palatinum de triangulis de Georg Joachim Rheticus, un alumne de Copernic, va ser probablement la primera obra en el qual les funcions trigonomètriques es definien directament en termes de triangles rectangulars en lloc de cercles, i on figuraven taules de les sis funcions trigonomètriques; aquest tractat va ser completat el 1596 per Valentin Otho un alumne de Rheticus.
L'obra Introductio in analysin infinitorum (1748) de Leonhard Euler va ser en gran part l'origen de les consideracions analítiques de les funcions trigonomètriques a Europa definint-les a partir de desenvolupaments en sèrie, i va presentar la fórmula d'Euler: eix = cos(x) + i sin(x).. Euler va fer servir les abreviatures modernes sin., cos., tang., cot., sec., i cosec. Brook Taylor va definir les sèries de Taylor generals i va donar els desenvolupaments en sèrie i les aproximacions de cadascuna de les sis funcions trigonomètriques. Els treballs de James Gregory i Colin Maclaurin també varen tenir molta influència en el desenvolupament de les sèries de les funcions trigonomètriques.